# Equals – Euch gehört die Zukunft
Equals – Euch gehört die Zukunft (Originaltitel: Equals) ist ein dystopischer US-amerikanischer Science-Fiction-Film des Regisseurs Drake Doremus. Er schließt dessen Trilogie über die Liebe in drei Zeitebenen ab: Like Crazy spielte in der Vergangenheit, Breathe In in der Gegenwart und Equals ist in der Zukunft angesiedelt. Gedreht wurde er in Tokio und Singapur, in und um Universitäten, Museen, Ministerien und Parks.

## Handlung
In einem nach verheerender Kriegszerstörung errichteten Gesellschaftssystem, das sich „Das Kollektiv“ nennt, ist es Wissenschaftlern gelungen, die Ursache für menschliche Konflikte auszuschalten: die Emotionen. Allerdings hat man es noch nicht geschafft, eine Heilung für das „Switched-on-Syndrom“, kurz SOS, zu finden, welches zu einem Wiederaufkeimen der Gefühle führt. Die Impfstoffforschung steht jedoch kurz vor dem Durchbruch. Leichte sporadische Gefühlsregungen (Stadium 1) werden augenblicklich noch mit Tabletten im Zaum gehalten. Mit Erreichen des vierten Stadiums („Akute Verhaltenschaotik“) werden die Infizierten in eine Spezialklinik eingeliefert, wo die Hälfte – ungehindert vom Personal – Suizid begeht, während der Rest einer schwer erträglichen Therapie unterzogen wird, die oft tödlich endet. Die Einrichtung wird als das DEN bezeichnet („Defective Emotional Neuropathy Facility“). „Das Kollektiv“ richtet sein Augenmerk auf die Erforschung des Weltalls, weil man dort Antworten auf existentielle Fragen der Menschheit zu finden hofft.
Silas und Nia arbeiten in einer Abteilung der Firma „Atmos“, die Wissensvermittlung betreibt, indem sie „Features“ erstellt, unter anderem zum Thema Weltraum. Silas spürt plötzlich, dass sich in ihm verbotene Gefühle Bahn brechen. Als ein Mitarbeiter aus einem höheren Stockwerk in den Tod springt, bemerkt Silas, dass auch Nia über Gefühle verfügt. Silas sucht einerseits einen Arzt auf, der ihm Tabletten und eine Sonnenbrille gegen die aufgetretene „Empfindlichkeit“ verschreibt, und sucht andererseits den Kontakt zu Nia, die ihre Andersartigkeit jedoch abstreitet. Im Wartebereich des Arztes lernt Silas Jonas kennen, der sich regelmäßig heimlich mit anderen empfindsamen Menschen trifft. Deren Gespräche leitet eine schon ältere und auf Verstellung geübte Frau namens Bess.
Silas und Nia kommen sich schließlich doch näher und verlieben sich ineinander. Nachdem der Abteilungsleiter Verdacht geschöpft und Silas daraufhin sicherheitshalber eine niedere Arbeit als Gärtner angenommen hat, aber eine neue Bedrohung in Form der langgesuchten Heilung von SOS heraufzieht, reift in ihnen der Plan, mit Hilfe des „Health-and-Safety“-Beamten Jonas und der DEN-Ärztin Bess auf die unwegsame und deshalb als lebensfeindlich klassifizierte „Peninsula“ (englisch „Halbinsel“) zu fliehen.
Nia wird verpflichtet, sich künstlich befruchten zu lassen. Als sich bei einer medizinischen Untersuchung herausstellt, dass sie schwanger ist, wird sie zwei Tage vor der geplanten Flucht in das DEN verschleppt. Jonas und Bess verschaffen ihr dort durch ein neues ID-Implantat eine falsche Identität. Nia hat demnach offiziell Suizid verübt, und Eva, die tatsächlich Verstorbene, soll ausgebrochen sein. Silas erfährt über die öffentliche Videowand, dass die Helfer durch ein anderes Selbsthilfegruppenmitglied verraten wurden, weshalb man sie umgehend „geheilt“ hat. Er erfährt darüber hinaus am Tor des DEN, dass die „Patientin Nia“ nicht mehr lebt. In seiner Verzweiflung will er sich von einem Dach stürzen, bricht aber ab und unterzieht sich stattdessen der neuen Behandlung, um unumkehrbare Emotionslosigkeit zu erlangen. Als er in sein Appartement zurückkehrt, wartet Nia alias „Eva“ auf ihn. Da die Wirkung des injizierten Medikaments in fünf Stunden einsetzen soll, genießen sie, sich liebkosend, diese kurze Zeit. Der sich an seine Zuneigung noch erinnernde Silas möchte am nächsten Morgen trotz seines Empfindungsverlustes die Fluchtpläne umsetzen. Am Ende fahren beide dank der von Jonas ausgestellten Sondererlaubnis in einem Zug durch eine grüne Landschaft Richtung Grenze, und man sieht wie Silas zaghaft beginnt Nias Hand zu halten.

## Rezeption
In den einschlägigen Filmrezensionsorganen überwiegt die Meinung, dass die Handlung zu wenig Spannung aufweise, dafür die Hauptdarsteller ihre Rollen adäquat spielten.
So bemängelte filmstarts.de die ausgiebige und unspektakuläre Exposition zu Lasten der „Action“, hob aber die „starken Schauspielleistungen“ hervor. Für die Regieleistung spreche, dass durch die „geschickt gesetzten Closeups auf beiläufige Handbewegungen, subtile Augenaufschläge oder kaum sichtbares Lippenbeißen“ mit wenigen Mitteln das Entscheidende erkennbar werde.
Filmrezensionen.de resümierte, dass den Film „viele gute Bestandteile“ ausmachen würden wie das Setting, die Musik und die „glaubwürdig und rührend“ agierenden Hauptdarsteller, wodurch sich „eine gelungen melancholische Atmosphäre“ einstelle. Allein die Handlung gehe nicht „über das altbekannte Grundszenario hinaus“.
Der Filmdienst schrieb: „Für einen Film über eine illegale Liebe ist die Dystopie trotz guter Darsteller dann am Ende doch arg blutleer.“
Eine durchweg negative Besprechung findet sich bei kino-zeit.de. Doremus habe, heißt es dort, Versatzstücke aus den Filmen Gattaca, THX 1138 und Flucht ins 23. Jahrhundert sowie Huxleys Roman Brave New World (Schöne neue Welt) nur neu zusammengesetzt. Die Darsteller blieben blass, jedoch nicht „weil ihnen die Gefühle genetisch abgeschaltet wurden, sondern weil ihnen weder das Drehbuch noch der Regisseur auch nur das Geringste übrig ließen, mit dem sie hätten arbeiten können“.
Man könne, verteidigte kinofilmwelt.de die Herangehensweise des Films, nur enttäuscht sein „wenn man einen typischen Science-Fiction-Film erwartet“.

## Trivia
- Vor Kristen Stewart wurde Jennifer Lawrence die weibliche Hauptrolle angeboten; diese lehnte jedoch trotz grundsätzlicher Befürwortung des Drehbuchs ab, weil sie sich in Nia nicht hineindenken konnte.[9]
- An Nicholas Hoult und Kristen Stewart knüpfte Regisseur Drake Doremus die Bedingung, dass er sie nur gemeinsam besetzen würde. Fiele einer der beiden aus, hätte dies auch das Aus für den anderen bedeutet.[9]
- Da die jüngeren Filmfiguren eine ähnliche Frisur haben mussten, bedeutete dies für Kristen Stewart, sich einen Kurzhaarschnitt zuzulegen.[9]